# Bryum spathidophyllum
Bryum spathidophyllum là một loài Rêu trong họ Bryaceae. Loài này được (Besch.) Müll. Hal. mô tả khoa học đầu tiên năm 1900.